# Hotell Marigold
Hotell Marigold (originaltitel: The Best Exotic Marigold Hotel) är en brittisk dramakomedi från 2011 i regi av John Madden. Filmen bygger på romanen These Foolish Things (2004) skriven av Deborah Moggach och har manus av Ol Parker.

## Handling
En grupp brittiska pensionärer åker på semester till Indien. Hotellet som de alla ska bo på ser ut som en klassisk indisk idyll enligt informationen i turistbroschyrerna och liknande faktakällor. Men snart krossas drömmen. Hotellet har en låg standard och är hotat av nedläggning. Pensionärerna gör trots allt det bästa av situationen. 

## Priser och utmärkelser
Hotell Marigold var nominerad till ett flertal filmpriser, t.ex. BAFTA och Golden Globe. 

## Roller
- Judi Dench - Evelyn Greenslade
- Tom Wilkinson - Graham Dashwood
- Bill Nighy - Douglas Ainslie
- Penelope Wilton - Jean Ainslie
- Maggie Smith - Muriel Donnelly
- Ronald Pickup - Norman Cousins
- Diana Hardcastle - Carol
- Celia Imrie - Madge Hardcastle
- Dev Patel - Sonny Kapoor
- Lillete Dubey - Fru Kapoor (Sonnys mamma)
- Tena Desae - Sunaina
- Rajendra Gupta - Manoj
- Neena Kulkarni - Gaurika